# Uchnaagijn Chürelsüch
Uchnaagijn Chürelsüch (mong. Ухнаагийн Хүрэлсүх, ur. 14 czerwca 1968 w Ułan Bator) – mongolski polityk, żołnierz, prawnik i działacz partyjny, od 2014 do 2015 minister ds. nadzwyczajnych, od 2006 do 2008 minister ds. inspekcji, w latach 2014–2015 i 2016–2017 wicepremier, 30. premier Mongolii od 4 października 2017 roku do 27 stycznia 2021, 18. prezydent Mongolii od 25 czerwca 2021.

## Życiorys
Do 1990 pozostawał w służbie wojskowej jako oficer polityczny, zrezygnował z niej, aby móc pozostać w partii. W 1989 ukończył studia z nauk politycznych na Uniwersytecie Obrony. Następnie studiował na Państwowym Uniwersytecie Mongolskim, gdzie w 1994 ukończył zarządzanie publiczne i rozwój, a w 2000 prawo.
W 1991 wybrany do Komitetu Centralnego Mongolskiej Partii Ludowo-Rewolucyjnej, od 1994 do 1996 był doradcą w sekretariacie klubu parlamentarnego, od 1999 do 2000 ponownie doradcą ds. społecznych. Został założycielem młodzieżówki partyjnej, której przewodził w latach 1997–1999 i 2000–2005. W roku 2000 dołączył do zarządu partii, w 2007 przejściowo utracił stanowiska ze względu na oskarżenia o oszustwo. Od 2008 do 2012 był sekretarzem generalnym MPL. Był jednym z inicjatorów zmiany nazwy z Mongolska Partia Ludowo-Rewolucyjna na Mongolska Partia Ludowa.
Wybierany do Wielkiego Churału Państwowego w 2000, 2004 i 2012 roku. Od 2004 do 2008 pełnił funkcje ministerialne. W 2014 i ponownie w 2016 zasiadł w rządzie jako wicepremier. 4 października 2017 zaprzysiężony na stanowisko premiera po odwołaniu przez parlament jego poprzednika. Funkcję premiera pełnił do 27 stycznia 2021. Zwyciężył w wyborach prezydenckich 9 czerwca 2021 roku.